# Aegidius Haupt

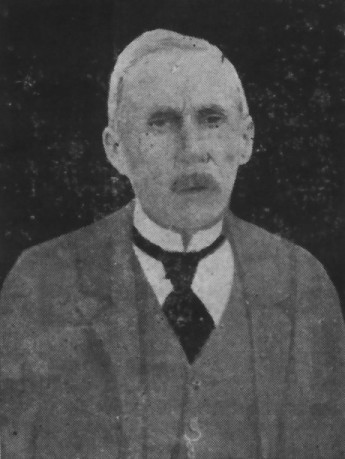
Aegidius Haupt, 1930

Aegidius Haupt (auch Egidius, * 23. August 1861 in Bogarosch, Kaisertum Österreich; † 14. August 1930 in Giarmata, Königreich Rumänien) war ein Veterinär und banatschwäbischer Mundartdichter.

## Leben
Nach dem Besuch der Volksschule in Bogarosch ging Haupt von 1874 bis 1877 bei einem Kurschmied in die Lehre. Seine dort erworbenen tierärztlichen Kenntnisse vervollständigte er von 1882 bis 1884 auf dem Wiener Tierarzneiinstitut und kehrte als Veterinär ins Banat zurück. Hier war er in den Ortschaften Billed, Sekeschut, Baratzhausen und von 1897 bis 1928 in Sackelhausen als Veterinär tätig. Nach seiner Pensionierung zog er zu seiner Tochter nach Jahrmarkt, wo er bis zu seinem Tode schriftstellerisch tätig war.
Er trat mit 26 Jahren als Autor von Mundartgedichten und Erzählungen in Erscheinung und war ständiger Mitarbeiter der Zeitung Südungarische Reform. Arbeiten von ihm erschienen auch im Pester Lloyd.
Neben seiner künstlerischen Betätigung war er auch politisch engagiert. Die Gründung der Ortsgruppe der Deutsch-Schwäbischen Volksgemeinschaft in Sackelhausen geht auf seine Initiative zurück.

## Werke
- Banater Kleenichkeite  – Gedichte und Erzählungen, Temeswar, 1903.
- Einiges aus „Banater Kleenichkeite“, Temeswar, 1908.
- Geschichte der Gemeinde Sackelhausen mit kurzem Rückblick auf die Vor- und Türkenzeit des Banats, Temeswar, 1925.
- Das dritte Aufgebot. Die Einwanderung der Schwaben ins Banat unter Kaiser Josef dem Zweiten, Manuskript, 545 Blätter; Jahrmarkt, 1929.
- Die Bogaroscher Musikante uf der Triebswetter Kerweih, Mundartgedicht veröffentlicht in Deutsche Mundartautoren aus dem Banat von Dr. Anton Peter Petri.[1]